# Leucobryum glaucum
Leucobryum glaucum là một loài Rêu trong họ Dicranaceae. Loài này được (Hedw.) Ångström mô tả khoa học đầu tiên năm 1845.

## Hình ảnh

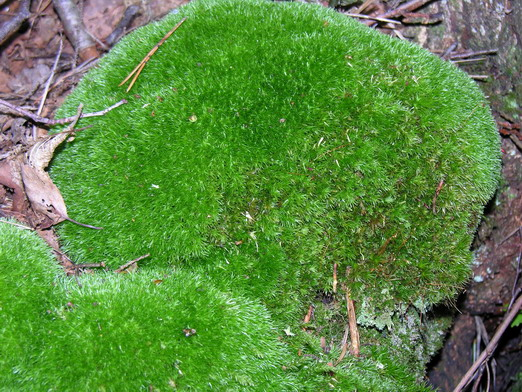
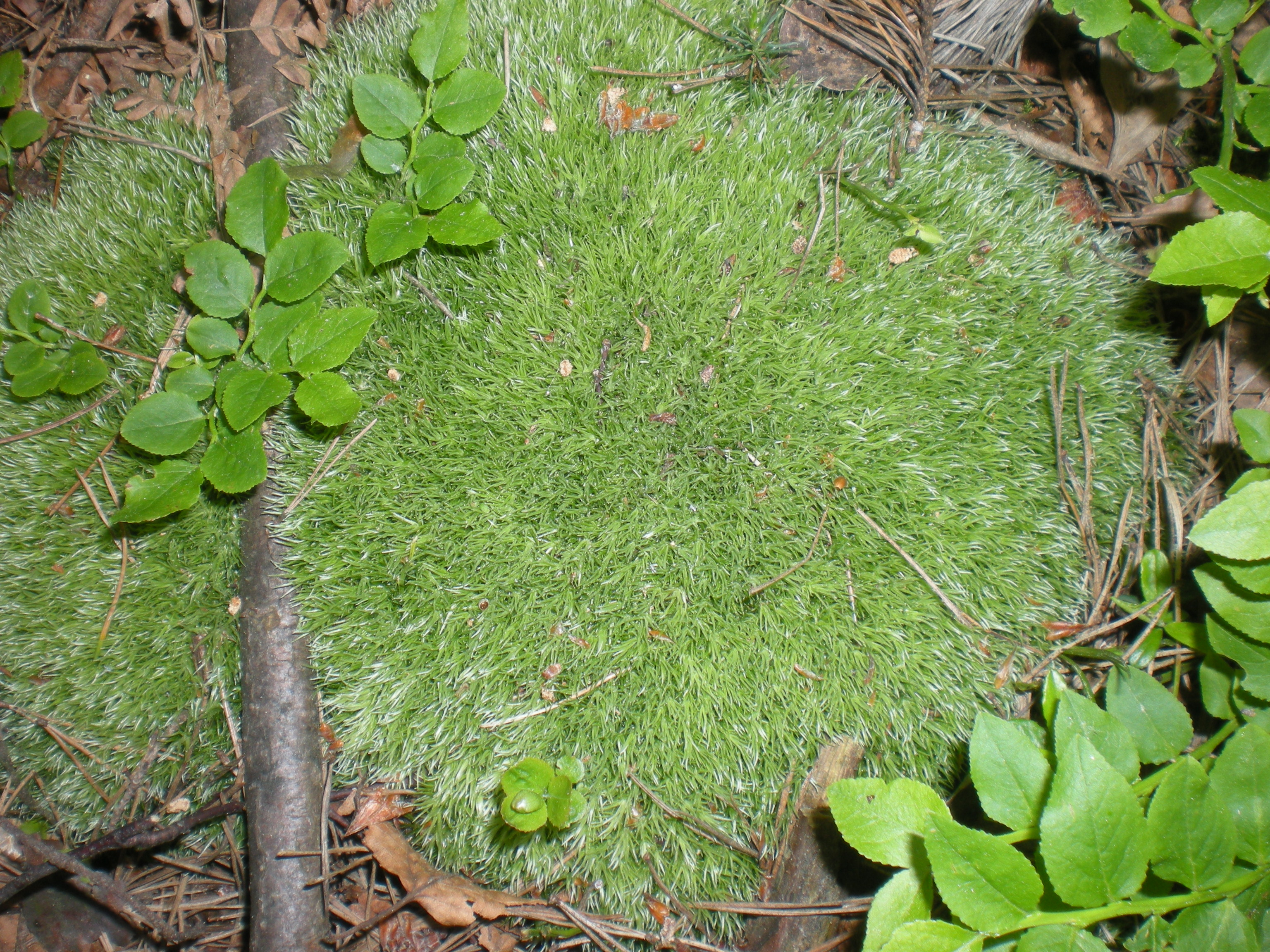
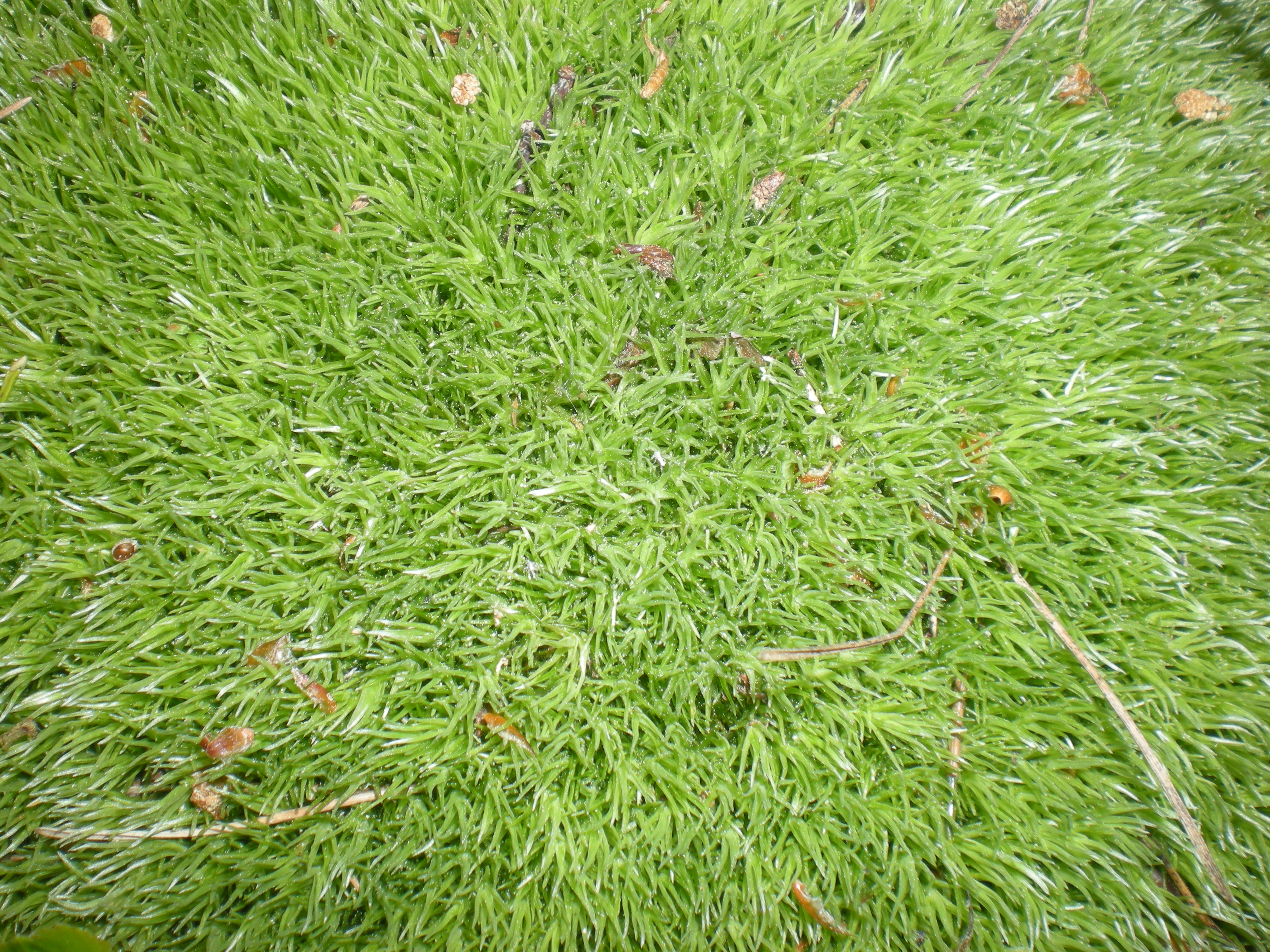
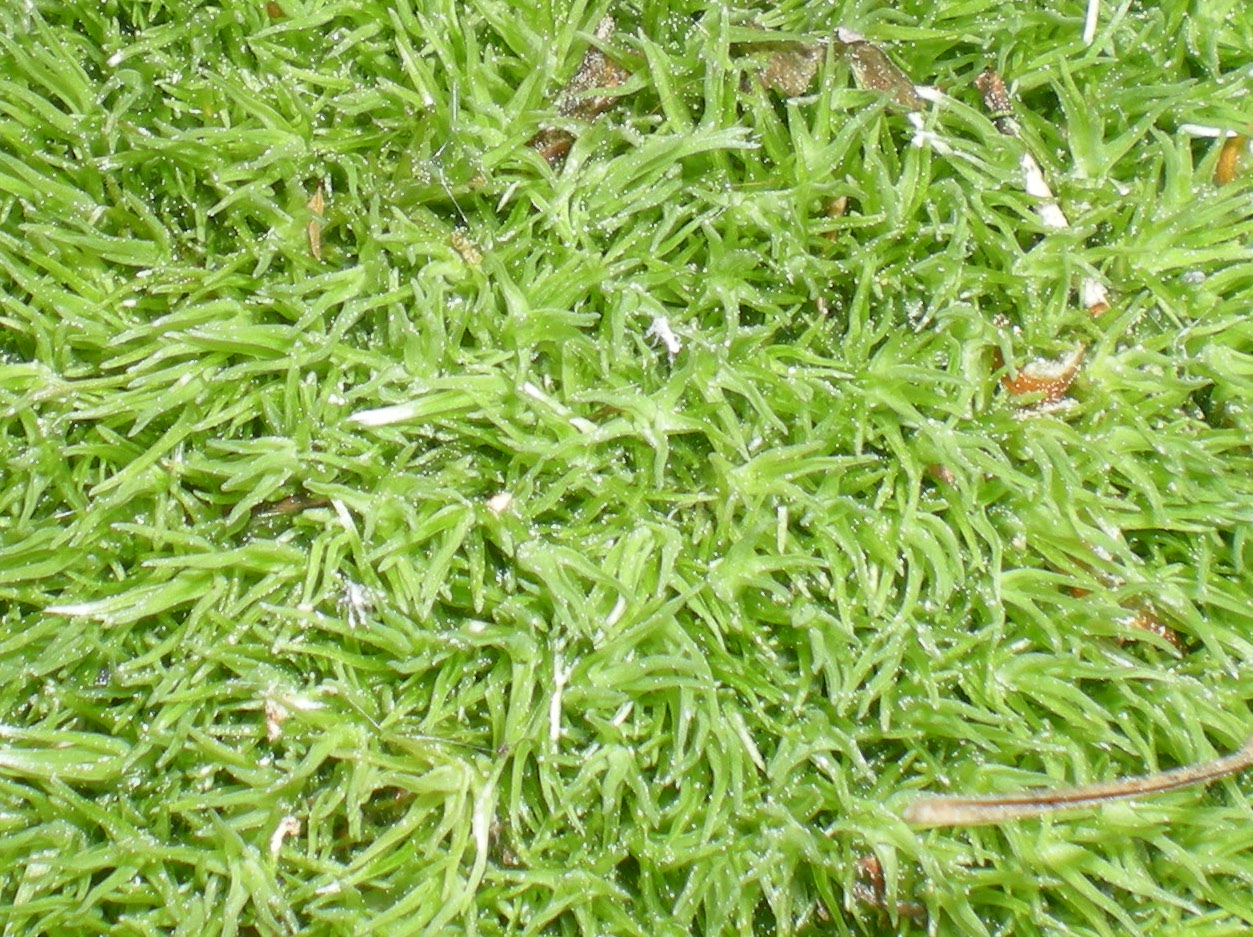